# Kelisia occidentalis
Kelisia occidentalis är en insektsart som beskrevs av Frederick Arthur Godfrey Muir 1926. Kelisia occidentalis ingår i släktet Kelisia och familjen sporrstritar. Inga underarter finns listade i Catalogue of Life.